# Nothris cophias
Nothris cophias är en fjärilsart som beskrevs av Edward Meyrick 1913. Nothris cophias ingår i släktet Nothris och familjen stävmalar. Inga underarter finns listade i Catalogue of Life.